# Dichotome vertakking

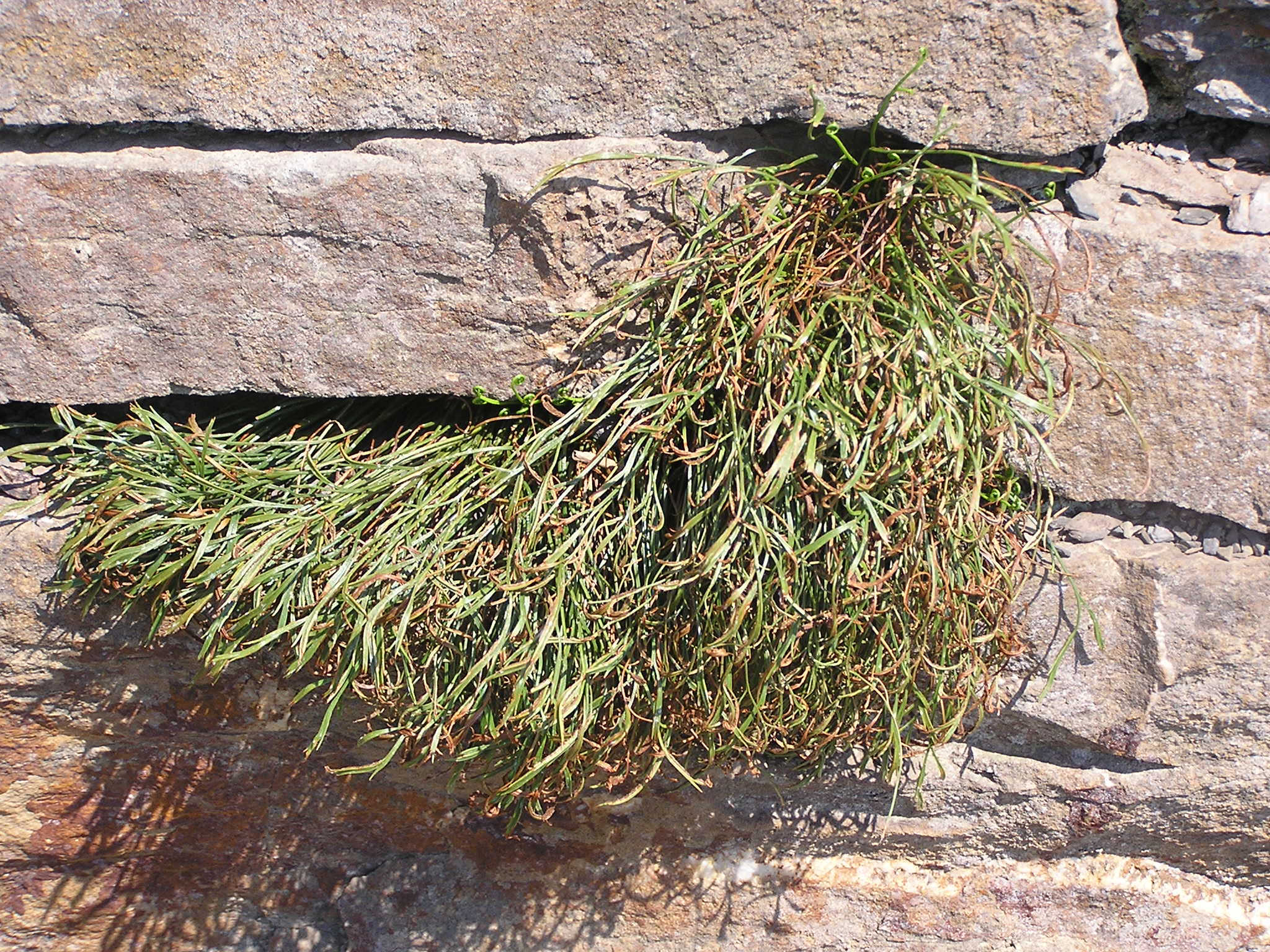
De noordse streepvaren is dichotoom vertakt, met een herhaald in twee gelijke slippen verdeeld blad

Een dichotome vertakking bij planten is een vertakking van een stengel in twee takken of van bladnerven in twee nerven. De takken of nerven kunnen min of meer gelijkwaardig zijn (isotomie), of ongelijkwaardig (anisotomie). In de teloomtheorie wordt de dichotome vertakking beschouwd als een oorspronkelijk kenmerk van de Embryophyta (landplanten).
Dichotome vertakking komt veel voor bij varens, vooral ook bij fossiele varens. Dichotoom vertakte nervatuur vindt men bijvoorbeeld bij de bladen van veel varens en bij Japanse notenboom.
Bij mossen komt dichotome vertakking voor bij de topkapselmossen, in tegenstelling tot de vertakking bij bijvoorbeeld de slaapmossen en de veenmossen.